# شهرستان ادموندز (داکوتای جنوبی)
شهرستان ادموندز، داکوتای جنوبی (به انگلیسی: Edmunds County, South Dakota) یک سکونتگاه مسکونی در ایالات متحده آمریکا است که در داکوتای جنوبی واقع شده‌است.

## خصوصیات
شهرستان ادموندز ۲٬۹۸۱ کیلومترمربع مساحت دارد.